# Station baleinière
Ne doit pas être confondu avec Station balnéaire.

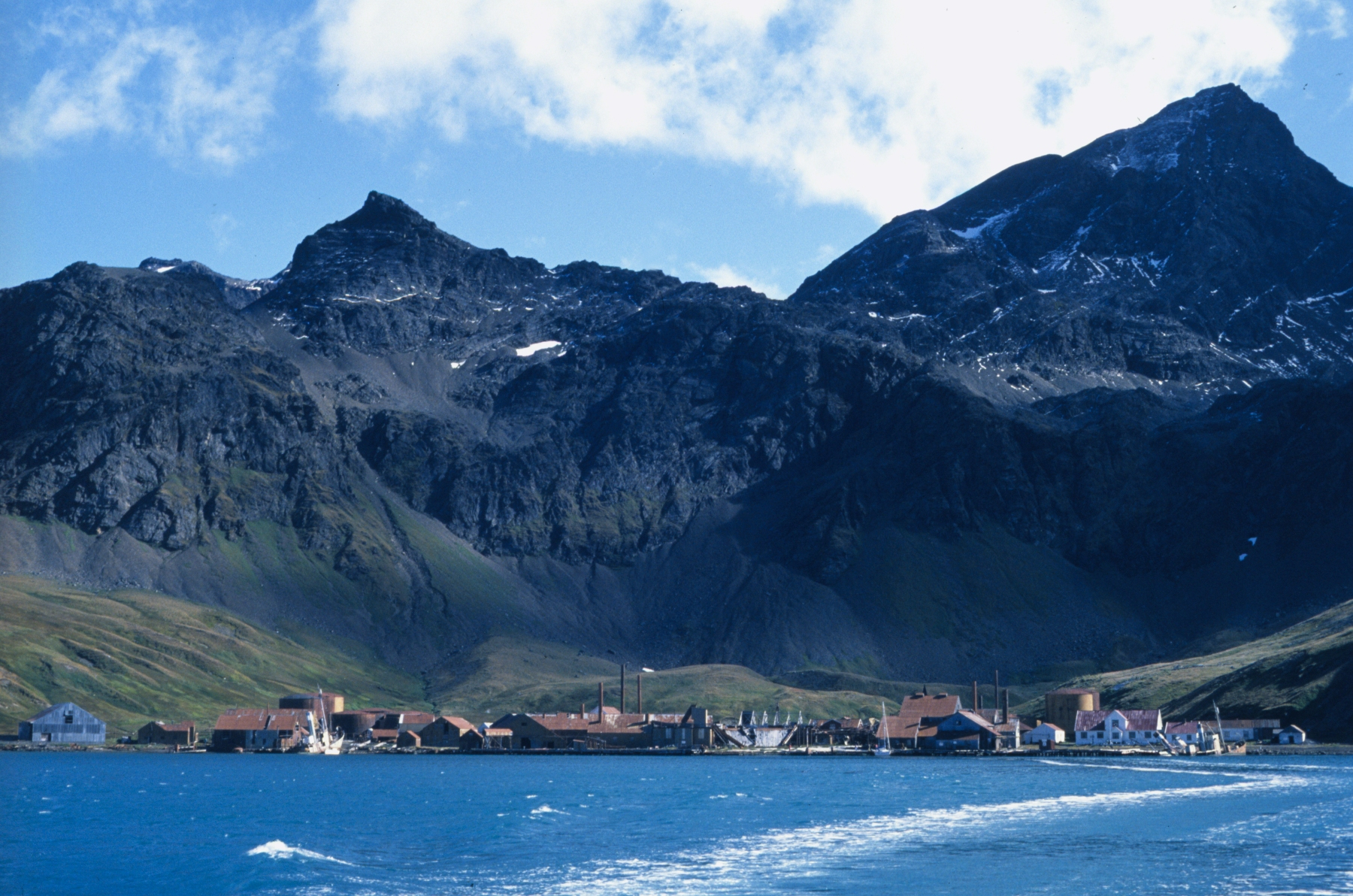
Grytviken, ancienne station baleinière importante de Géorgie du Sud.

Une station baleinière est un port servant essentiellement à la chasse à la baleine. Ce type d'installation se rencontre à proximité immédiate des lieux où se trouvent les cétacés chassés, comme en Géorgie du Sud (un territoire britannique d'outre-mer).

## Quelques stations baleinières
- Betty's Bay avec sa station Stony Point, est un ancien centre névralgique de la chasse à la baleine sud-africaine[2].
- Grytviken, en Géorgie du Sud est une station baleinière désaffectée qui pouvait accueillir jusqu'à 500 saisonniers en été[3].
- L'Île de la Déception présente les ruines d'une station baleinière norvégienne[4].

## Panorama mondial des stations baleinières
Fermées, restaurées ou bien en activité
| A                                                                      | K | U                                |
| ---------------------------------------------------------------------- | --- | -------------------------------- |
| Ayukawa                                                                | Kekerten ● Kivitoo ● Kleinmond | -                                |
| B                                                                      | L | V                                |
| Baffin ● Balneário Piçarras ● Bequia ● Betty's Bay ●                   | Lajes do Pico ● Leith Harbour ● Lekeitio ● Londonderry                                                                                    | Vágar ● Við Áir                  |
| C                                                                      | M | W                                |
| Caniçal ● Cape Cod ● Cee ● Chacachacare ● Cheyne Beach Whaling Station | Miðvágur | Whale Cove ● Whitby (Angleterre) |
| D                                                                      | N | X                                |
| Déception ● Devon                                                      | - | -                                |
| E                                                                      | O | Y                                |
| Île Entreprise                                                         | Ocean Harbour ● Île aux Ours | Ytre Norskøya                    |
| F                                                                      | P | Z                                |
|                                                                        | Penha ● Petite Niévès ● Port Fairy ● Port-Jeanne-d'Arc ● Praia da Armação do Pântano do Sul ● Praia do Matadeiro ● Prince Olav Harbour    | -                                |
| G                                                                      | Q |                                  |
| Géorgie du sud ● Godthul ● Grytviken ● Guéthary                        | - |                                  |
| H                                                                      | R |                                  |
| Hektor ● Herschel (Canada) ● Husvik ● Hvalba ● Hvalfjörður ● Hvalvatn  | - |                                  |
| I                                                                      | S |                                  |
| Ilulissat ● Ishinomaki                                                 | Sandefjord ● São Roque do Pico ● Smeerenburg ● St Helens (Tasmanie) ● Port Stanley (Malouines) ● Stebbins (Alaska) ● Stromness ● Svalbard |                                  |
| J                                                                      | T |                                  |
| Jan Mayen                                                              | Taiji (Wakayama) ● Tangalooma ● Tønsberg                                                                                                  |                                  |